# Nomoclastinae
Sous-famille
Les Nomoclastinae sont une sous-famille d'opilions laniatores de la famille des Nomoclastidae.

## Distribution
Les espèces de cette sous-famille se rencontrent en Amérique du Sud et en Amérique centrale.

## Liste des genres
Selon World Catalogue of Opiliones (17/03/2024) :
- Callcosma Roewer, 1932
- Globitarsus Roewer, 1913
- Kichua Pinto-da-Rocha & Bragagnolo, 2017
- Liomma Roewer, 1959
- Lisarea Roewer, 1943
- Meridanatus Roewer, 1943
- Micropachylus Roewer, 1913
- Napostygnus Roewer, 1929
- Nomoclastes Sørensen, 1932
- Quindina Roewer, 1915
- Troya Roewer, 1914

## Publication originale
- Roewer, 1943 : « Über Gonyleptiden. Weitere Weberknechte (Arachn., Opil.) XI. » Senckenbergiana, vol. 26, p. 12–68.